# S.A. Lynch
S.A. Lynch, com'era generalmente conosciuto Stephen Andrew Lynch (3 settembre 1882 – 4 ottobre 1969), è stato un imprenditore statunitense, pioniere dell'industria cinematografica.
Proprietario di un grosso circuito di sale, diventò partner commerciale della Paramount con un contratto in esclusiva. Fu socio di William Wadsworth Hodkinson, nome di spicco della distribuzione dei film alla nascita del mercato cinematografico e con lui e Raymond Pawley fondò la Triangle Distributing Company.

## Biografia
Lynch crebbe nel North Carolina, ad Asheville. Era figlio di due commercianti, Jane Susannah Butler Lynch e Stephen Scott Lynch, un veterano della guerra di secessione, rimasto ferito nella battaglia di Gettysburg. Da giovane, Lynch giocava a football e a baseball. Stella sportiva, si era guadagnato il soprannome di "Diamond Lynch".
Nel 1909, dopo una stagione di successi sportivi con la locale squadra di baseball, entrò nel mercato cinematografico, iniziando a gestire una delle prime sale di Asheville. Per tutti gli anni dieci, Lynch continuò a espandere la sua attività commerciale acquisendo a una velocità prodigiosa nuove sale cinematografiche. Nel 1919, era sufficientemente potente da ottenere in esclusiva per 25 anni il diritto di distribuzione in undici stati del Sud dei film della Paramount, la compagnia di distribuzione fondata da W.W. Hodkinson.

### Triangle Distributing Company
Nel 1917, Lynch, spinto da Hodkinson, suo partner commerciale, era diventato uno dei proprietari della Triangle Distributing Company, il braccio distributivo della Triangle Film Corporation, una casa di produzione fondata dai fratelli Harry e Roy Aitken che, per un certo periodo, fu una delle compagnie più importanti dell'industria cinematografica USA. La forza della Triangle risiedeva nei suoi tre direttori: David W. Griffith, Thomas H. Ince e Mack Sennett. Per la compagnia, lavorarono stelle come Douglas Fairbanks, William S. Hart e Norma Talmadge.
Lynch, nei suoi rapporti con la Paramount, mantenne un profilo relativamente basso. Ma ciò non gli impedì di utilizzare l'auto-promozione alla Triangle, con i suoi film che esibivano la dizione "Distributed by S.A. Lynch Enterprises". Come appare anche nel manifesto del film The Cold Deck, un western che aveva come protagonista William S. Hart, che è considerato uno dei migliori poster di tutti i tempi.
All'entrata in crisi della Triangle, coinvolta in scandali finanziari e depauperata dall'uscita di scena dei suoi registi e di molti degli attori più importanti, Lynch entrò in rotta di collisione con i suoi soci, Hodkinson e Raymond Pawley. Acquisì il controllo della società di distribuzione e, anche dopo la chiusura della casa di produzione, riuscì a ottenere degli utili facendo uscire sul mercato le riedizioni dei film che facevano parte del catalogo della Triangle.

### Vita privata
Lynch si sposò due volte. La prima, con Flora Camilla Posey da cui divorziò nel 1924; la seconda, con Julia Dodd Adair, una signora della buona società di Atlanta che sposò nel 1925.